# Jeanne d'Arc (jeu vidéo, 2006)
Pour les articles homonymes, voir Jeanne d'Arc (homonymie).
Jeanne d'Arc est un jeu vidéo de rôle tactique, développé par Level-5 et édité par Sony Computer Entertainment sur PlayStation Portable. Il est sorti le 22 novembre 2006 au Japon et le 21 août 2007 en Amérique du Nord. Le scénario se base sur vie de Jeanne d'Arc et sur la fin de la guerre de Cent Ans qui opposait les Français et les Anglais. Le jeu en propose une romance qui mêle ressorts historiques et des éléments fantastiques.

## Intrigue

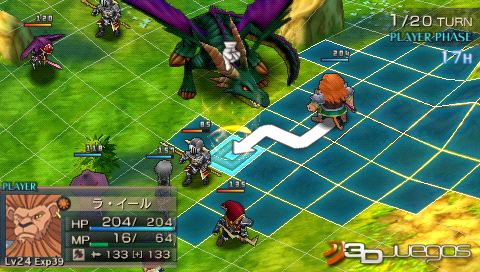
Jeanne D'Arc est un RPG tactique en tour par tour qui nous propose de suivre les nombreuses batailles qui ont émaillé la vie de la Pucelle d'Orléans. On remarque néanmoins plusieurs entorses à la réalité historique comme la présence de personnage fictifs et de créatures mythiques (dragons...)

Dans un passé lointain, une guerre sans merci fait rage entre humains et démons. Cinq héros ont créé cinq armes magiques et les ont combinées pour chasser les démons. Le temps a passé, et la guerre de Cent Ans oppose la France et l'Angleterre. Domrémy, un petit village de Lorraine en France, festoie quand les soldats anglais attaquent. Une jeune fille du village, Jeanne, est alors interpellée par une voix du paradis pour sauver la France. Ainsi commence la campagne de Jeanne d'Arc et de ses amis Roger et Liane, pour libérer la France de la tyrannie des armées anglaises, manipulées par des démons,,,.

## Système de jeu
Ce jeu se situe dans la lignée de Defender of the Crown. Le joueur incarne Jeanne qui se déplace de ville en château sur une carte de France historique. En pratique, les choix stratégiques restent limités. Il s'agit essentiellement d'affronter une succession de batailles tactiques dont le résultat est déterminant pour la suite du jeu.
En choisissant de visiter différentes villes, le joueur peut améliorer ses armes, ses armures et ses compétences. Pendant les batailles, chaque personnage, ami ou ennemi, a des affinités avec l'une des trois phases du jeu : Sol, Luna et Stella. Selon ses affinités, il aura des bonus ou des malus lorsqu'il agira lors d'autres phases. Par exemple Sol prend l'avantage sur Stella mais affiche certaines faiblesses sur Luna. Chaque personnage dispose d'un certain nombre de slots de compétences qui peuvent être acquis en collectant des gems, lors des batailles par exemple.
Le système de bataille est en tour par tour. Avant le début de la bataille, le joueur sélectionne l'équipement et les compétences du personnage. Au sein de chaque tour, pour chaque personnage, le joueur peut effectuer une action telle qu'attaquer, utiliser un objet ou une compétence ; chaque action rapportant un certain nombre de points d'expérience au personnage. Les attaques sont combinées avec les contre-attaques, et avec les caractéristiques des autres personnages. La particularité de ce jeu est la création d'« auras enflammées » qui forment des espaces devant la cible d'une attaque. Ainsi un second personnage peut se déplacer dans l'espace créé et combiner son attaque pour cumuler des dommages additionnels. Les auras enflammées disparaissent à la fin de chaque tour.
Pour la plupart des batailles, la victoire est une condition de succès. Il faut cependant noter que pour certaines batailles, la victoire n'est ni nécessaire, ni suffisante. Il est parfois nécessaire de parvenir à se placer en un lieu bien particulier de la carte, ou simplement réussir à faire survivre Jeanne un certain nombre de tours.